# نورثروپ گرومن ام‌کیو-۸ فایر اسکات
MQ-۸ Fire Scoutیا دیده ور آتش MQ-۸ یک بالگرد بدون سرنشین ساخت ایالات متحده آمریکا با قابلیت نشست و برخاست عمودی و توانائی اجرای عملیات از عرشه هر واحد شناور می‌باشد.

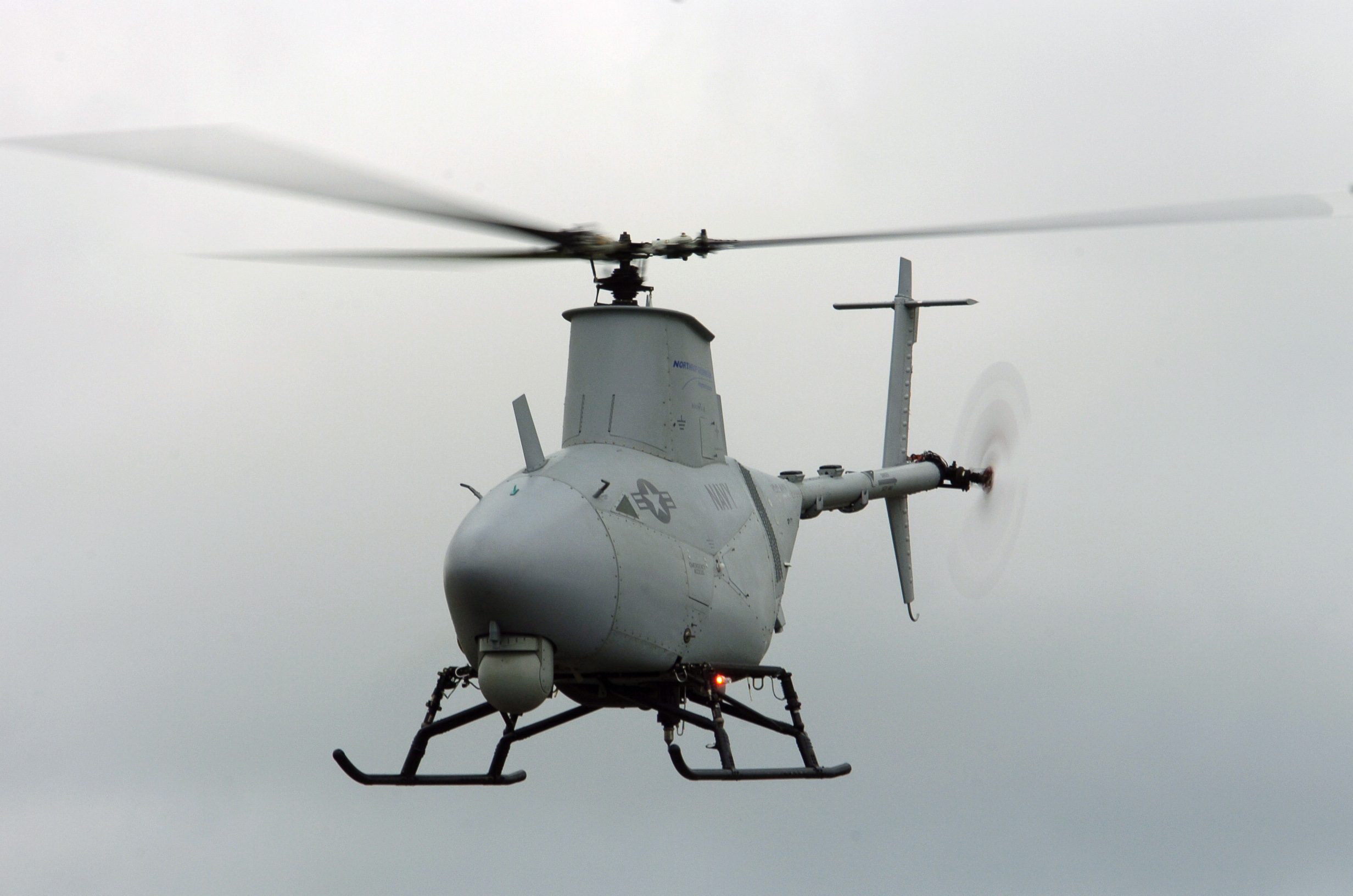